# Coupe de France 1946/47
Der Wettbewerb um die Coupe de France in der Saison 1946/47 war die 30. Ausspielung des französischen Fußballpokals für Männermannschaften. In diesem Jahr meldeten 922 Vereine.
Vorjahressieger war der Lille Olympique SC, der die Trophäe erfolgreich zu verteidigen vermochte. Dies war Lilles zweiter Pokalsieg bei der vierten Finalteilnahme (erstmals: 1939). Endspielgegner Racing Club de Strasbourg bestritt nach 1937 zum zweiten Mal ein Finale um die Coupe und verlor es erneut.
Für unterklassige Mannschaften war es kein sonderlich erfolgreiches Jahr: von den Amateurteams überstand keines das Sechzehntelfinale, und im Achtelfinale schieden vier der letzten fünf Zweitdivisionäre aus. Die verbleibende AS Angoulême allerdings sorgte für Furore: sie besiegte mit Vorjahresfinalist Red Star Olympique Audonien und Stade de Reims zwei Mannschaften aus der höchsten Spielklasse, ehe sie im Halbfinale dem RC Strasbourg deutlich unterlag. Genau zwanzig Jahre später sollten Angoulêmes Fußballer erneut großes Aufsehen im Pokalwettbewerb erregen.
Nach den von den regionalen Untergliederungen des Landesverbands FFF organisierten Qualifikationsrunden griffen ab der Runde der letzten 64 Mannschaften auch die 20 Erstligisten in den Wettbewerb ein. In dieser Saison wurden die Spielpaarungen ab dem Zweiunddreißigstelfinale frei ausgelost; alle Begegnungen fanden auf neutralem Platz statt, die Einnahmen wurden geteilt. Es gab auch keine Privilegierung der Erstdivisionäre bezüglich des Anspruchs auf einen unterklassigen Erstrundengegner mehr. Endete eine Begegnung nach Verlängerung unentschieden, wurden solange Wiederholungsspiele ausgetragen, bis ein Sieger feststand.

## Zweiunddreißigstelfinale
Spiele am 4./5., Wiederholungsmatches am 11. bzw. 15. Januar 1947. Die Vereine der beiden professionellen Ligen sind mit D1 bzw. D2 bezeichnet; die anderen Teilnehmer waren Amateure (ohne Angabe der jeweiligen Spielklasse).
| - Racing Strasbourg D1 – RCFC Besançon D2 5:0 - US Valenciennes D2 – ES Bully 2:0 - AS Saint-Étienne D1 – AS Beauvais 9:0 - FC Toulouse D1 – Racing Paris D1 2:1 - FC Sochaux D2 – Drapeau Fougères 8:0 - Olympique Nîmes D2 – FC Sète D1 1:0 - Lyon OU D2 – CEP Lorient 2:0 - US Le Mans D2 – FC Gueugnon 3:1 - RC Lens D1 – US Vésinet 4:1 - ES Castres – USA Perpignan D2 3:3 n. V., 4:2 - Olympique Lille D1 – OGC Nizza D2 6:0 - SCO Angers D2 – VGA Saint-Maur 2:2 n. V., 4:1 - AS Angoulême D2 – USA Saint-Aigulin 3:0 - Stade Béthune – Sporting Toulon D2 1:0 - AS Corbeil – AS Avignon D2 4:2 - SM Caen – UC Paris 1:0 | - SR Colmar D2 – US Busigny 2:1 - AS Cannes-Grasse D1 – SO Montpellier D1 3:0 - AS Troyes-Savinienne D2 – Olympique Antibes-Juan-les-Pins D2 3:1 - FC Nantes D2 – US Cazères 2:2 n. V., 5:2 - Red Star OA D1 – AS Amicale Paris 4:1 - FC Nancy D1 – AC Amiens D2 3:1 - FC Metz D1 – SA Douai D2 4:0 - SO Mazamet – FC Annecy 1:0 - Olympique Marseille D1 – Arago Sports Orléans 3:1 - Girondins ASP Bordeaux D1 – US Belfort 3:0 - CO Roubaix-Tourcoing D1 – Stade Rennes UC D1 1:0 - Olympique Alès D2 – Colombes Sports 3:0 - Stade Reims D1 – JA Saumur 9:1 - Stade Français Paris D1 – Olympique Saint-Quentin 3:1 - Chamois Niort – Stade Clermont D2 4:0 - Le Havre AC D1 – FC Rouen D1 1:0 |

## Sechzehntelfinale
Spiele am 1./2., Wiederholungsmatch am 13. Februar 1947
| - Racing Strasbourg D1 – AS Troyes-Savinienne D2 3:1 - US Valenciennes D2 – Olympique Nîmes D2 2:0 - FC Sochaux D2 – AS Corbeil 4:3 - US Le Mans D2 – RC Lens D1 2:1 - Olympique Lille D1 – AS Saint-Étienne D1 3:1 - SCO Angers D2 – Stade Béthune 1:0 - AS Angoulême D2 – ES Castres 4:2 - AS Cannes-Grasse D1 – FC Nantes D2 2:0 | - Red Star OA D1 – Lyon OU D2 4:2 - FC Metz D1 – Olympique Alès D2 4:3 - Olympique Marseille D1 – SR Colmar D2 4:1 - Girondins ASP Bordeaux D1 – SO Mazamet 4:1 - CO Roubaix-Tourcoing D1 – FC Toulouse D1 1:0 - Stade Reims D1 – FC Nancy D1 2:2 n. V., 3:2 - Stade Français Paris D1 – Chamois Niort 5:2 - Le Havre AC D1 – SM Caen 4:0 |

## Achtelfinale
Spiele am 2. März 1947
| - Racing Strasbourg D1 – AS Cannes-Grasse D1 5:0 - Olympique Lille D1 – FC Sochaux D2 5:2 - AS Angoulême D2 – Red Star OA D1 3:1 n. V. - FC Metz D1 – CO Roubaix-Tourcoing D1 2:1 n. V. | - Girondins ASP Bordeaux D1 – Olympique Marseille D1 3:1 - Stade Reims D1 – SCO Angers D2 2:1 - Stade Français Paris D1 – US Le Mans D2 6:1 - Le Havre AC D1 – US Valenciennes D2 1:0 |

## Viertelfinale
Spiele am 30. März 1947
| - Olympique Lille D1 – FC Metz D1 3:2 - AS Angoulême D2 – Stade Reims D1 2:1 | - Girondins ASP Bordeaux D1 – Le Havre AC D1 3:2 - Stade Français Paris D1 – Racing Strasbourg D1 1:2 |

## Halbfinale
Spiele am 3., Wiederholungsmatches am 14. April 1947
| - Olympique Lille D1 – Girondins ASP Bordeaux D1 3:0 | - Racing Strasbourg D1 – AS Angoulême D2 6:0 |

## Finale
Spiel am 11. Mai 1947 im Stade Olympique Yves-du-Manoir in Colombes vor 59.852 Zuschauern
- Olympique SC Lille – RC Strasbourg 2:0 (1:0)

### Mannschaftsaufstellungen
Auswechslungen waren damals nicht möglich.
Olympique Lille: Robert Germain – Joseph Jadrejak, Jean-Marie Prévost, Marceau Somerlinck – Albert Dubreucq, Jules Bigot  – Boleslaw Tempowski, Roger Carré, Roger Vandooren, Jean Baratte, Jean Lechantre
Trainer : André Cheuva
RC Strasbourg: Marcel Lergenmuller – Segundo Pascual, Francisco Mateo, Gabriel Braun – Charles Heine, Joseph Lang – Oscar Heisserer , Aleksandrs Vanags, Joseph Heckel, Frédéric Woehl, Alphonse Rolland
Trainer : Émile Veinante
Schiedsrichter: René Tranchon (Amiens)

### Tore
1:0 Vandooren (1.)

2:0 Lang (70., Eigentor)

### Besondere Vorkommnisse
Der erst 1946 aufgestellte Zuschauerrekord wurde nochmals geringfügig verbessert. Die Anwesenden bekamen dann den schnellsten Treffer sämtlicher französischer Endspiele zu sehen: das 1:0 fiel nach 29 Sekunden und stellt eine Bestmarke dar, die bis heute (2016) Bestand hat.
In Reihen des Pokalsiegers standen noch acht Spieler, die bereits im Vorjahresfinale triumphiert hatten; neu war diese Erfahrung lediglich für Bigot (der allerdings schon im verlorenen 1945er Endspiel den rot-weißen Dress der Nordfranzosen getragen hatte) und Dubreucq. Auch Torhüter Robert Germain war 12 Monate zuvor dabei gewesen – das jedoch auf Seiten von Olympiques seinerzeitigem Gegner Red Star OA.
Die Zweitrundenbegegnung zwischen Lille und Saint-Étienne auf dem schneebedeckten Rasen des Parc des Princes war geprägt von überhartem Spiel, einer Schlägerei zwischen Spielern und höchst fragwürdigen Schiedsrichterentscheidungen. Die AS Saint-Étienne beendete die Partie nach zwei Platzverweisen und dem verletzungsbedingten Ausscheiden eines Spielers nur zu acht.
Die Auslosung der Paarungen des Sechzehntelfinals am 16. Januar 1947 war die erste, die vom französischen Fernsehen (Radiodiffusion Française – Télévision Française) ausgestrahlt wurde – für eine in dieser Zeit allerdings nur sehr kleine Zuschauerzahl. Die Losröllchen zog ein sechsjähriges Mädchen.